# Stara Dąbrowa (powiat międzychodzki)
Stara Dąbrowa – bardzo mała wieś w Polsce położona w województwie wielkopolskim, w powiecie międzychodzkim, w gminie Kwilcz. Miejscowość wchodzi w skład sołectwa Kubowo.
W latach 1975–1998 miejscowość należała administracyjnie do województwa poznańskiego.